# James Bartley
James Bartley est un supposé baleinier ayant réussi à survivre dans le ventre d'une baleine.

## Récit de l'évènement
En 1891, le baleinier Star of the East chasse la baleine au large des îles Malouines. Parmi les membres d'équipage se trouve James Bartley.
Pendant la chasse, la baleine brise une des deux baleinière du navire et Bartley est porté disparu. La baleine tuée est treuillée sur le navire. Les marins ayant remarqué des mouvements dans son estomac, ils décident d'ouvrir son intestin. L'équipage découvre James Bartley vivant.
Le récit apparaît pour la première fois dans le Great Yarmouth Mercury du 22 août 1891.

## Démenti
Des recherches historiques sont arrivés à la conclusion de cette histoire est inventée. En effet, il n'existe pas de traces d'un baleinier nommé Star of the East, ni d'un marin appelé James Bartley.

## Dans la culture populaire
Le mythe est utilisé en comparaison avec le mythe de Jonas,.